# Wągrowiec
Wągrowiec (niem. Wanggrawitz, w latach 1942–1945 Eichenbrück) – miasto w Polsce położone w województwie wielkopolskim, w dolinie rzek Nielby i Wełny, siedziba powiatu wągrowieckiego.
Według danych GUS na 1 stycznia 2023 miasto miało 25 457 mieszkańców.

## Położenie

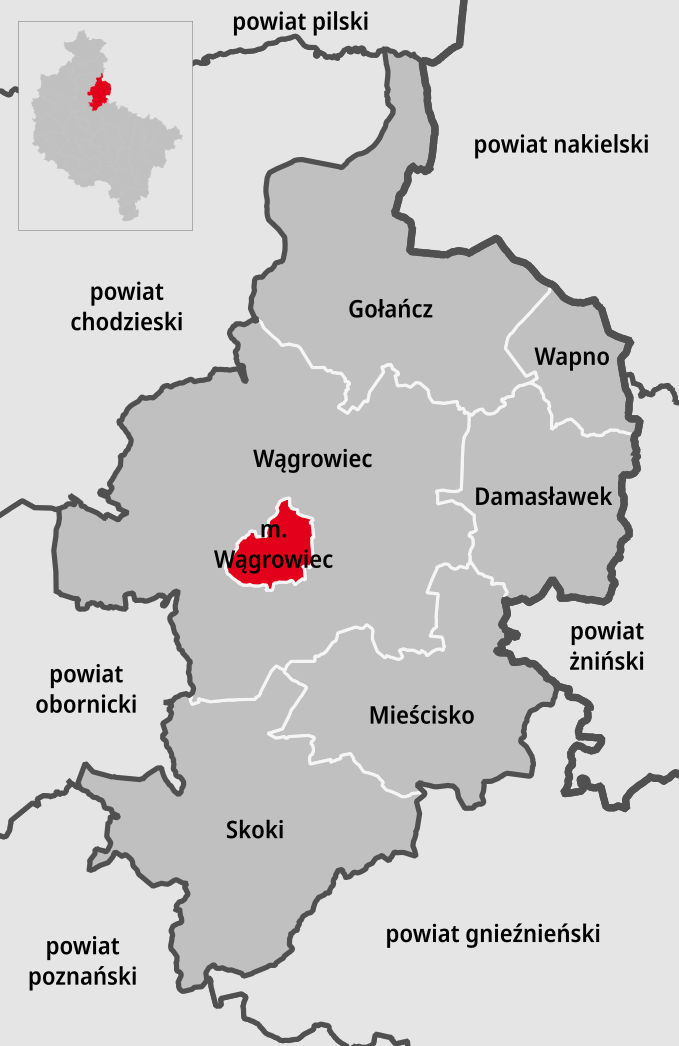
Położenie gminy miejskiej Wągrowiec w powiecie wągrowieckim.

Miasto leży na Pałukach. Oddalone jest 60 kilometrów od Poznania, 40 kilometrów od Gniezna, 70 kilometrów od Bydgoszczy i 60 kilometrów od Piły. Rzeźba terenu w okolicy miasta jest płaska, z licznymi jeziorami.
Według danych z 1 stycznia 2011 r. powierzchnia miasta wynosiła 17,83 km². Miasto stanowi 1,72% powierzchni powiatu.
Gminę miejską Wągrowiec otacza gmina wiejska Wągrowiec.
Prywatne miasto duchowne, własność opata cystersów w Wągrowcu pod koniec XVI wieku leżało w powiecie kcyńskim województwa kaliskiego. W latach 1975–1998 miasto administracyjnie należało do województwa pilskiego.

## Nazwa
Miasto powstało z połączenia wielu mniejszych miejscowości w wyniku procesów urbanizacyjnych. Jedna z obecnych dzielnic miasta, Durowo, wymieniona jest jako osobna wieś pod zlatynizowaną nazwą Durove w łacińskim dokumencie z 1282 roku sygnowanym przez legata apostolskiego Filipa Firmanusa.

## Historia

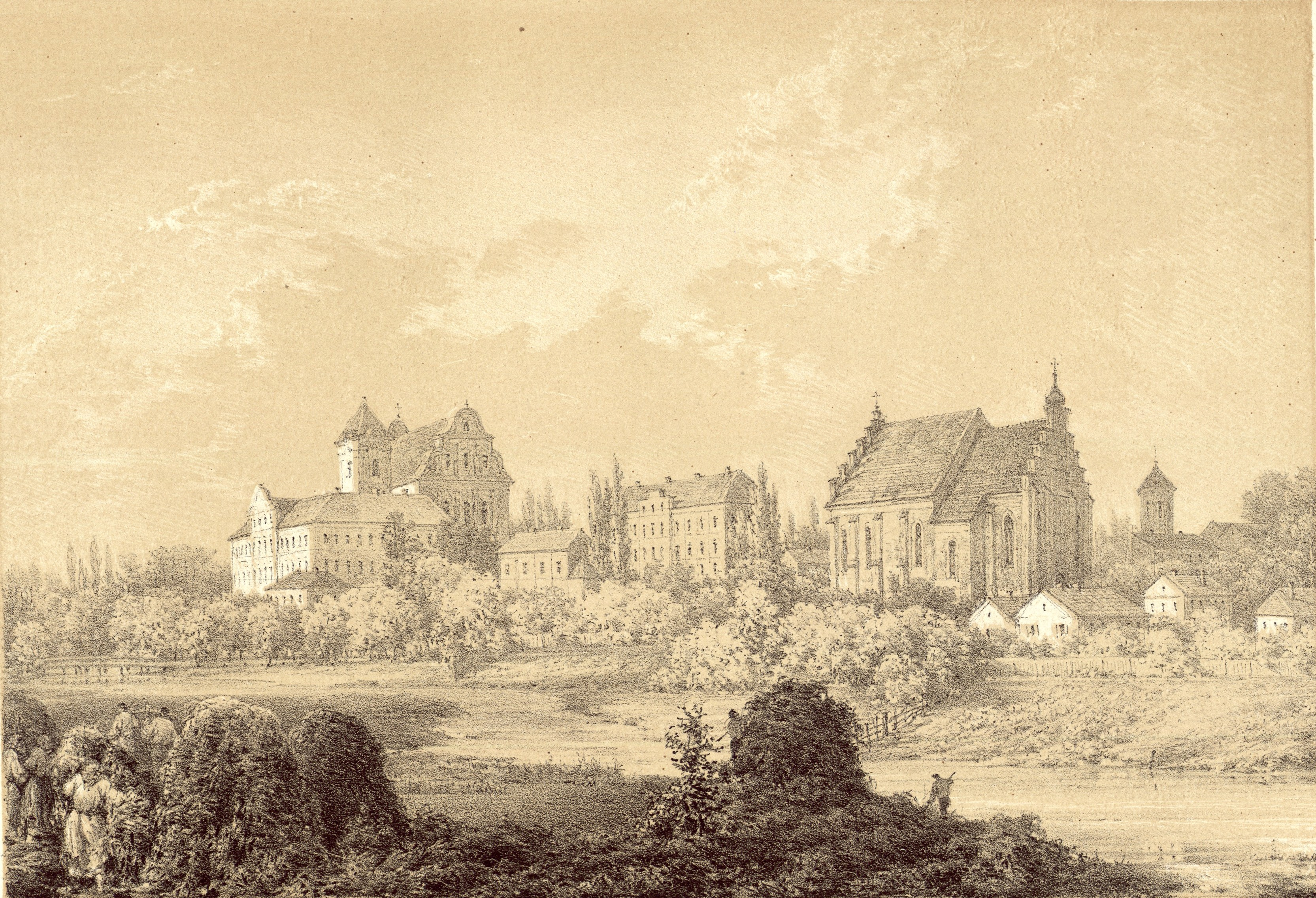
Wągrowiec na litografii Napoleona Ordy (1880)

Miasto zostało założone około roku 1300 jako osada na wyspie Prostynia (Prostorzecze) w dolinie rzek Nielby i Wełny. W 1319 tereny wokół Wągrowca, jak i sama osada zostały wykupione przez zakon cystersów. Miasto zostało ulokowane w 1381, a w 1396 Cystersi przenieśli swoją siedzibę z Łekna do Wągrowca. Przekazanie praw miejskich datowane jest na 1381. Wągrowiec jest ściśle związany z zakonem cystersów łekneńskich i rodem Pałuków. W Wągrowcu mieszkali znani i podziwiani ludzie, m.in. Jakub Wujek, który przetłumaczył Biblię na język polski, a wągrowieckie gimnazjum (obecnie I LO) ukończył Stanisław Przybyszewski.
W renesansie dla miasta Ołtarz główny i Ołtarz Matki Boskiej Różańcowej wykonał znany ówcześnie malarz i rzeźbiarz, Mateusz Kossior. W XVII w. działała w Wągrowcu szkoła Św. Marii Magdaleny przy kościele cysterskim, jej rektorem i altarystą w 1639 r. był Adam Gradowicz.

### Zabory Polski i okres II Rzeczypospolitej
W 1793 miasto znalazło się pod zaborem pruskim – z niemiecką nazwą Wongrowitz. Mieszkało tu wówczas zaledwie 612 osób i było 111 drewnianych domów. Wiek XIX przyniósł pewne ożywienie gospodarcze. W 1881 zarejestrowano już 4392 mieszkańców.
W okresie międzywojennym miasto było siedzibą superintendentury (diecezji) Wągrowiec Ewangelickiego Kościoła Unijnego. Funkcję superintendenta pełnił pastor Richard Hildt, który był jednocześnie proboszczem ewangelicko-unijnej parafii w Wągrowcu w 1937 liczącej 1500 wiernych.

### II wojna światowa
1 września 1939 Wągrowiec przeżył bombardowanie przez Luftwaffe, zginęło wówczas wielu mieszkańców miasta, w tym ówczesny burmistrz Szymon Wachowiak. 5 września do miasta wkroczyło wojsko niemieckie. Niemcy podczas okupacji wcielili je do III Rzeszy, zmienili nazwę miasta na niem. Eichenbrück. Administracyjnie miasto leżało w tzw. Kraju Warty. W latach 1939–1941 z miasta i okolicznych miejscowości wysiedlono większość Polaków do Generalnego Gubernatorstwa, a w zamian sprowadzono Niemców w ramach akcji kolonizacyjnej Heim ins Reich.
Miasto zostało zdobyte 23 stycznia 1945 przez 220 Samodzielną Gatczyńską Brygadę Pancerną pod dowództwem podpułkownika Andrieja Paszkowa (poległ podczas walk). Poległych żołnierzy pochowano na rynku miasta skąd ekshumowano ich w 1950 roku. Na miejscu poprzedniego pochówku postawiono upamiętniający poległych obelisk. Od końca wojny Wągrowiec notuje stały dynamiczny rozwój osiągając w 2004 liczbę 24 529 mieszkańców.

## Zabytki

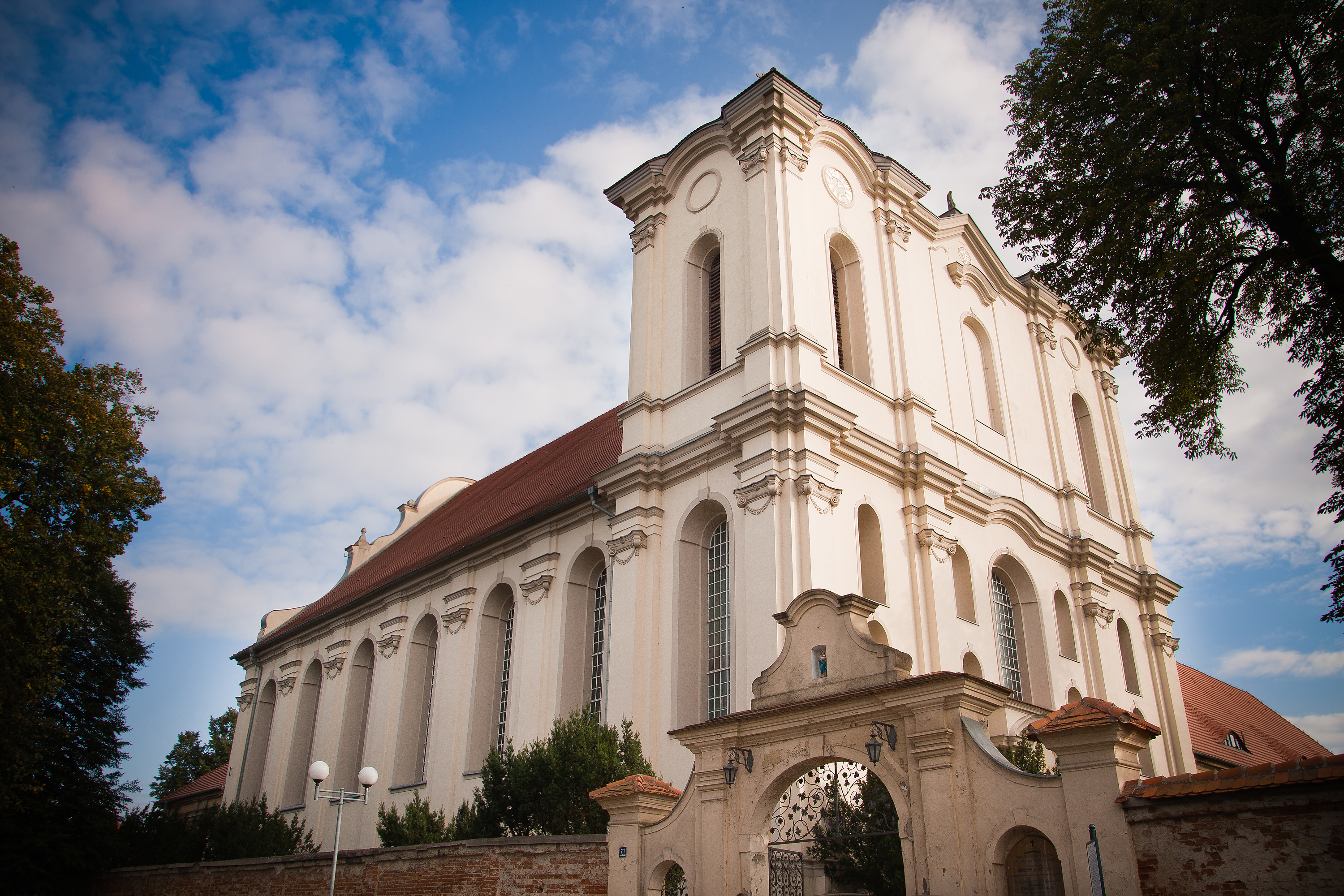
Kościół i klasztor pocysterski

Budynki, które można zaliczyć do zabytkowych, są w mieście bardzo zróżnicowane. Od średniowiecznych do militarnych z II wojny światowej. Są to między innymi:
- Kościół farny pw. św. Jakuba Apostoła
- Klasztor pocysterski z końca XVIII wieku i kościół pw. Wniebowzięcia NMP
- Pomnik ks. Jakuba Wujka
- Piramida Łakińskiego
- Budynek Muzeum Regionalnego
- Wieża widokowa
- Poewangelicki kościół Świętych Apostołów Piotra i Pawła
- Schrony wybudowane w lecie 1939 roku, tworzące fragment polskiej obrony.

## Demografia
Dane z 31 grudnia 2010:
| Opis                              | Ogółem | Ogółem | Kobiety | Kobiety | Mężczyźni | Mężczyźni |
| --------------------------------- | ------ | ------ | ------- | ------- | --------- | --------- |
| Jednostka                         | osób   | %      | osób    | %       | osób      | %         |
| Populacja                         | 25 083 | 100    | 12 997  | 51,8    | 12 086    | 48,2      |
| Gęstość zaludnienia [mieszk./km²] | 1406,8 | 1406,8 | 728,9   | 728,9   | 677,8     | 677,8     |

Według danych Głównego Urzędu Statystycznego ze spisu powszechnego 2011, miasto Wągrowiec ma 25313 mieszkańców i ta liczba cały czas rośnie.
- Piramida wieku mieszkańców Wągrowca w 2014 roku[14][14].

## Gospodarka
Bieżące dochody budżetu miasta Wągrowca w 2021 r. wyniosły 134,2 mln zł, a dochody majątkowe 12,6 mln zł. Natomiast bieżące wydatki wyniosły 125,1 mln zł a wydatki majątkowe 12,8 mln zł. Stan zadłużenia miasta na koniec 2021 r. wynosił 34,7 mln zł.
Na dzień 31.05.2022 r. na terenie Wągrowca były zarejestrowane: 4 spółki akcyjne, 192 spółki z o.o., 128 spółek cywilnych, 13 spółdzielni oraz 2488 osób fizycznych prowadzących działalność gospodarczą.
W Wągrowcu są dobrze rozwinięte: produkcja mebli tapicerowanych, liczne zakłady branży metalowej oraz produkcja spożywcza. Są bardzo dobrze rozwinięte bazy noclegowa i gastronomiczna. Ponadto w mieście jest bogata oferta handlowa.
Wśród największych wągrowieckich producentów są takie firmy jak:
POLINOVA Polska. Fabryka mebli tapicerowanych. https://polinova.polipol.pl/pl/
Wągrowieckie Fabryki Mebli Sp. z o.o. Produkcja mebli tapicerowanych. https://wfm.net.pl/
Tappol sp. z o.o. Szwalnia mebli tapicerowanych https://tappol.pl/
CONMARC. Produkcja nóżek drewnianych do wszystkich rodzajów mebli. www.conmarc.pl
Wielobranżowa Spółdzielnia Inwalidów w Wągrowcu. Producent okuć tapicerskich i różnorodnych akcesoriów metalowych, zwłaszcza elementów i konstrukcji dla przemysłu meblarskiego, m.in.: podnośników, stelaży, zaczepów czy zawiasów. www.wsi.com.pl
Faustmann sp.z o.o. spółka komandytowa. Produkuje kotły centralnego ogrzewania, skomplikowane konstrukcje stalowe spawane o dużych gabarytach, konstrukcje dachów autobusów ze stali nierdzewnej, wagony transportowe. Wykonuje usługi śrutowania, ślusarskie i spawalnicze. Usługi wypalania plazmowego i gazowego. Usługi cięcia i gięcia blach. www.faustmann.net.pl
HORSTMANN Technika Sp. z o.o. Produkcja wyrobów metalowych. Produkcja sortowni odpadów, kompostowni. Produkcja urządzeń do transportu bliskiego: przenośniki taśmowe, rolkowe, łańcuchowe, obrotnice palet. Wykonawstwo automatycznych magazynów wysokiego składowania obsługiwanych przez układnice regałowe i sterowane komputerowo. www.horstmann.pl
TB Hydro Sp. z o.o. Polska. Producent zaworów i przepustnic dla energetyki wodnej. Produkcja przepustnic wysokotemperaturowych dla ciepłownictwa. Sterowniki hydrauliczne i elektryczne. Siłowniki specjalne. https://tbhydro.com.pl/pl
Mechanika Maszyn i Urządzeń Rolniczych. Produkcja maszyn rolniczych takich jak rozdrabniacz słomy, rozsiewacz nawozów, podajniki ślimakowe, przenośniki łańcuchowe, a także bębny rozrzucające czy funkcjonalne obrotnice do przyczep. www.mmiur.com
Mechanika Precyzyjna Export-Import Ryszard Kołacki. Kompleksowa działalność usługowa w zakresie spawalnictwa i obróbki skrawaniem. Spawanie (MIG, MAG, TIG, MMA). Toczenie i frezowanie, elektrodrążenie wgłębne i drutowe, malowanie proszkowe, anodowanie, cynkowanie, bębnowanie, piaskowanie, szkiełkowanie, szlifowanie. Znakowanie laserowe i mikropunktowe. http://mechanika-precyzyjna.pl/
Merx Polska sp. z o.o. Obróbka metali. http://merxpolska.pl/
Bonus Specto Partner. Produkcja elementów metalowych metodą obróbki skrawaniem. www.bonusspecto.pl 
ZUT Wągrowiec, Wykonują modernizację i przebudowę wagonów towarowych różnych typów, maszyn do budowy i utrzymania torowisk kolejowych oraz autocystern. Budują nowe wagony, dostosowane do indywidualnych potrzeb klienta. http://zutwagrowiec.com.pl/
PMF Edward Stachowiak. Usługi poligraficzne. Barwny druk offsetowy na różnych papierach. www.poligrafiamf.pl
Folmax Druk sp. z o.o. Kolorowy druk fleksograficzny na folii. www.folmaxdruk.pl
Folmax s.c. Produkcja opakowań z folii i papieru. www.folmax.net.pl/
Lindner sp. z o.o. Producent trumien i brykietu. www.zpdlindner.pl 
CID-ROL sp. z o.o. sp. k. Produkcja środków chemicznych do mycia, dezynfekcji i pielęgnacji dla przemysłu, rolnictwa, HoReCa i domu. Produkcja kanistrów HDPE i granulatu hdpe. http://cidrol.com.pl/
ArtLin s.c. Producent lin i sznurów. www.artlin.eu 
Firma WEGA Sp. z o.o. Sp. K. Producent gotowych mieszanek przyprawowych i środków funkcjonalnych, głównie do branży mięsnej i gastronomii. https://firmawega.pl/
Komplexmłyn Sp. z o.o. Skup i przerób zbóż. Produkcja mąki, kaszy jęczmiennej i płatków zbożowych. http://komplexmlyn.com.pl/
Zakład Wylęgu Drobiu AB OVO - Grzegorz Trytt. W skali rocznej jest w stanie wyprodukować do 6 mln piskląt kurzych, 250 tys. piskląt kaczych i 50 tys. piskląt gęsich. http://www.wylegarniadrobiu.com.pl/ab-ovo/
Firma Benecke-Kaliko S.A. należy do koncernu Continental. Jest producentem wyrobów powlekanych polichlorkiem winylu. Ich wyroby znajdują zastosowanie w wielu gałęziach przemysłu - przede wszystkim w branży motoryzacyjnej.
Bezrobocie rejestrowane w Wągrowcu wynosiło w 2020 roku 6,0% (7,8% wśród kobiet i 4,5% wśród mężczyzn). Stopa bezrobocia dla miasta Wągrowca była wyższa niż dla powiatu wągrowieckiego. Według danych na koniec 2020 r. wśród aktywnych zawodowo mieszkańców Wągrowca 1035 osób wyjeżdża do pracy do innych miast.  

## Transport
Miasto leży na kilku szlakach komunikacyjnych. Daje to perspektywy do rozwoju i poprawia komfort życia mieszkańców.

### Transport drogowy
Drogi wojewódzkie:

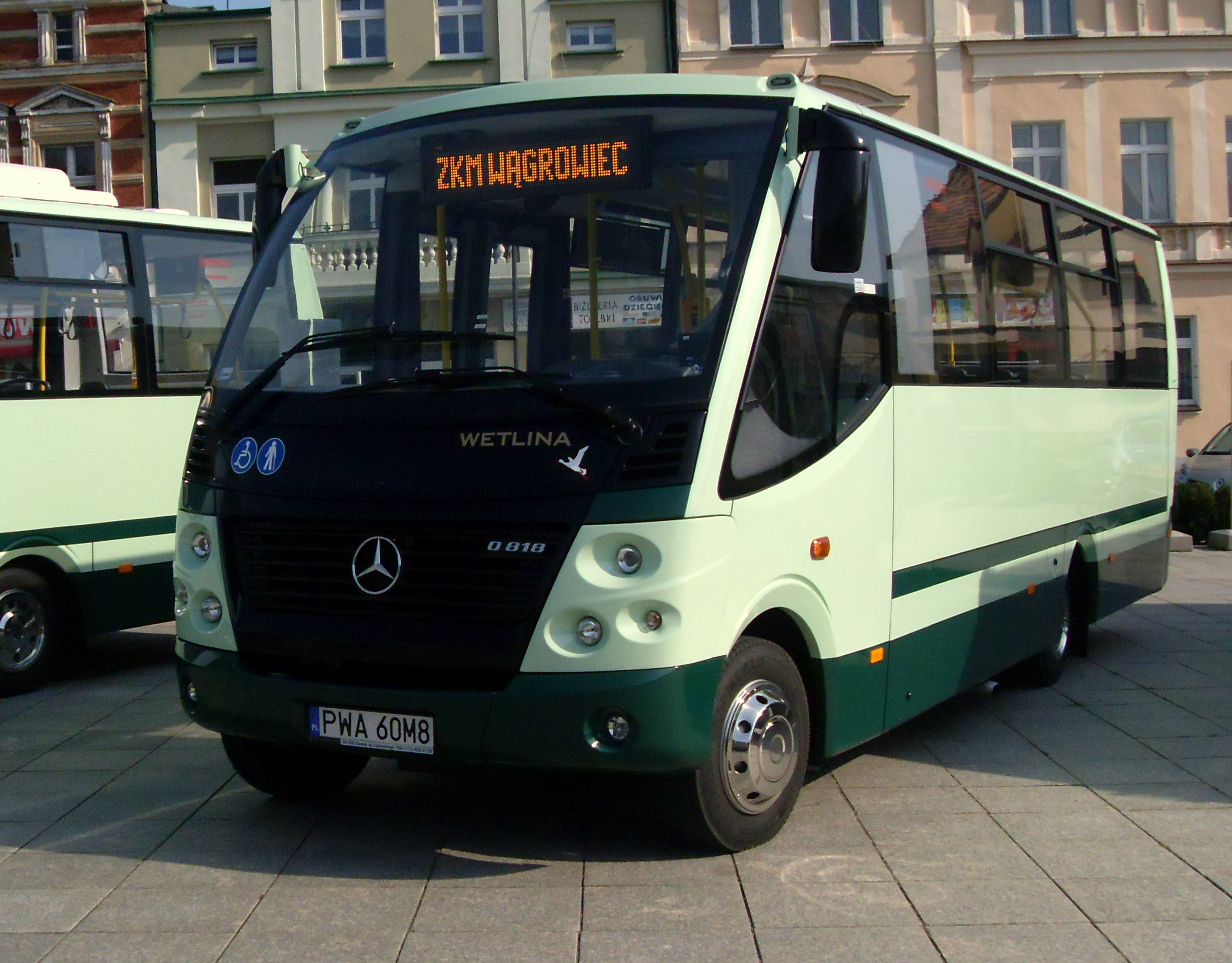
Jeden z autobusów miejskiego przewoźnika

- Droga wojewódzka nr 190: Krajenka – Gniezno
- Droga wojewódzka nr 196: Poznań – Wągrowiec
- Droga wojewódzka nr 241: Tuchola – Sępólno Krajeńskie – Nakło nad Notecią – Wągrowiec – Ruda

### Transport kolejowy

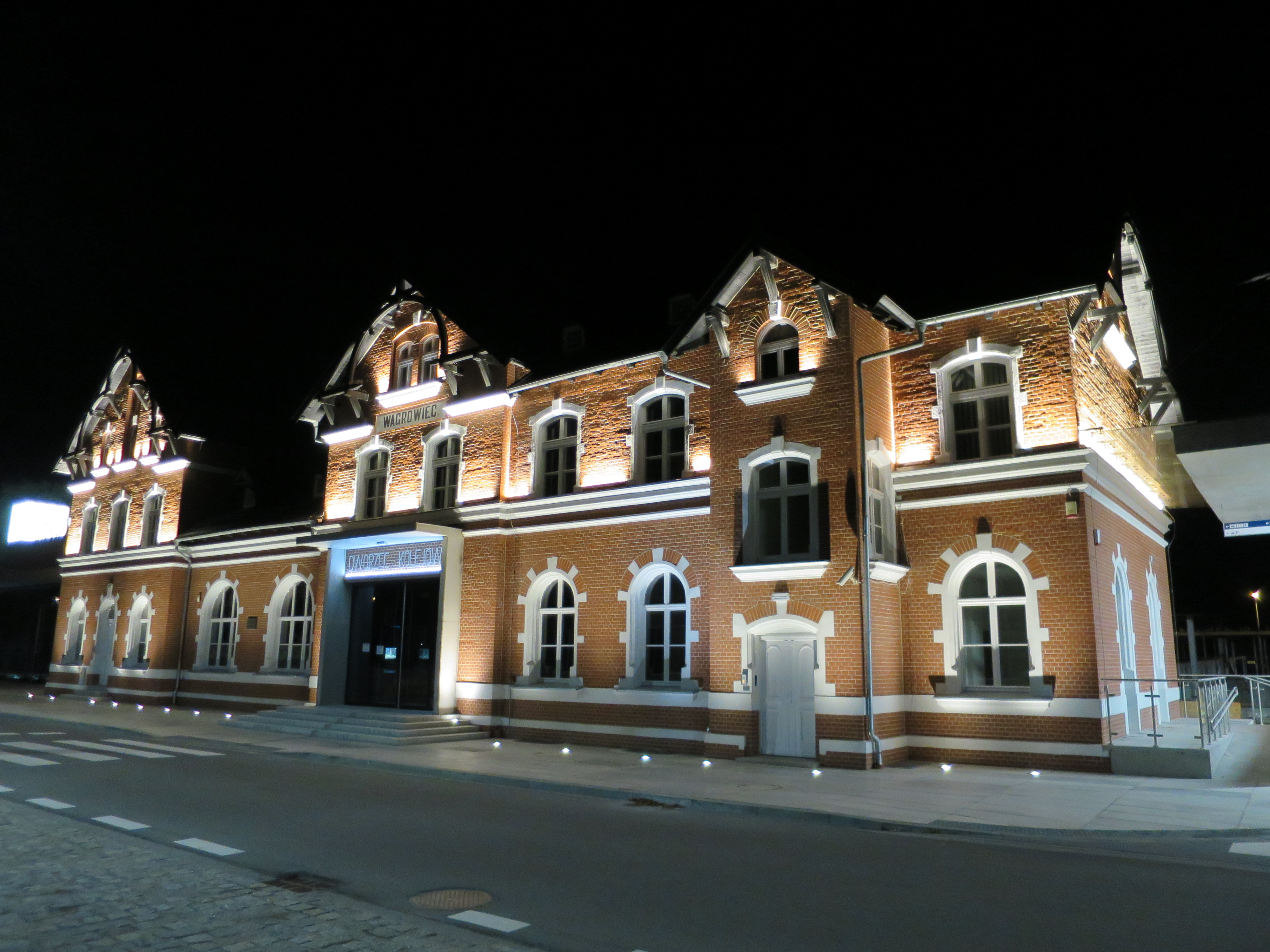
Dworzec kolejowy w Wągrowcu (2015)

Przebiegają tędy następujące linie kolejowe:
- Linia kolejowa nr 356: Poznań Wschód – Bydgoszcz Główna
- Linia kolejowa nr 206: Inowrocław Rąbinek – Drawski Młyn

Kursują tędy pociągi pasażerskie do:
- Gołańczy
- Poznania Głównego

Na linii Poznań – Wągrowiec – Gołańcz kursują spalinowe zespoły trakcyjne.

### Komunikacja miejska
W Wągrowcu kursują autobusy miejskie.

### Rower miejski
Funkcjonuje system Wągrowieckiego Roweru Miejskiego WRM. Na terenie miasta jest 24 punkty wypożyczenia rowerów, w których dostępnych jest około 120 rowerów.

## Edukacja

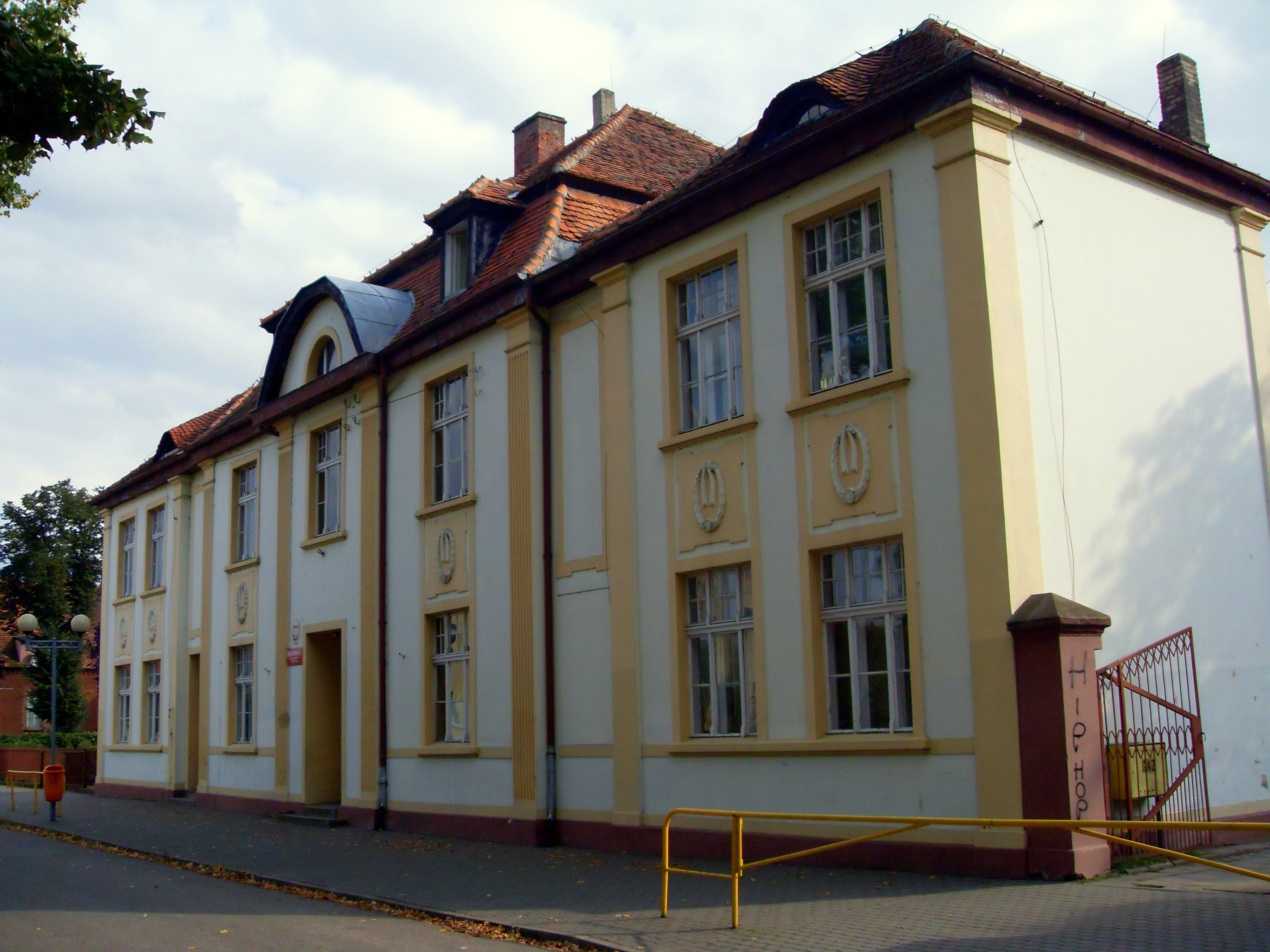
Gimnazjum i Szkoła Podstawowa nr 3

W Wągrowcu znajdują się następujące szkoły:
- Żłobki
  - Żłobek miejski
- Przedszkola
  - Przedszkole Nr 1 im. Jana Brzechwy
  - Przedszkole Nr 2 im. Marii Konopnickiej
  - Przedszkole Nr 3 w Wągrowcu
  - DoReMi Taneczno-Muzyczne
  - Akademia Talentów
  - Przedszkole Nr 6 im. Czerwonego Kapturka
  - Przedszkole Nr 7 „Pod Grzybkiem”
- Szkoły podstawowe
  - Szkoła Podstawowa Nr 1[21]
  - Szkoła Podstawowa Nr 2 im. Cystersów Wągrowieckich
  - Szkoła Podstawowa Nr 3 im. Mikołaja Kopernika + filia
  - Szkoła Podstawowa Nr 4 im. Marii Skłodowskiej-Curie
  - Szkoła Podstawowa im. Marii Konopnickiej[22]
- Szkoły ponadpodstawowe
  - Zespół Szkół Nr 1 im. Stanisława Mikołajczyka – Technikum, Szkoła branżowa, Szkoła policealna[23]
  - Zespół Szkół nr 2 im. ppłk. dr. Stanisława Kulińskiego[24]
  - I Liceum Ogólnokształcące im. Powstańców Wielkopolskich (od 1872 roku)
  - Rzemieślnicza Szkoła Branżowa I stopnia w Wągrowcu[25]
- Szkoły wyższe
  - Gnieźnieńska Szkoła Wyższa Milenium Wydział Zamiejscowy w Wągrowcu
  - Wyższa Szkoła Pedagogiki i Administracji im. Mieszka I w Poznaniu – Wydział Zamiejscowy w Wągrowcu
- Inne
  - Ośrodek Szkolno-Wychowawczy im. Janusza Korczaka w Wągrowcu
  - Zespół Szkół Specjalnych
  - Polski Czerwony Krzyż - Koło Powiatowe w Wągrowcu: zdrowie, ratownictwo, humanitaryzm

## Dzielnice i osiedla
Umownymi częściami miasta są:

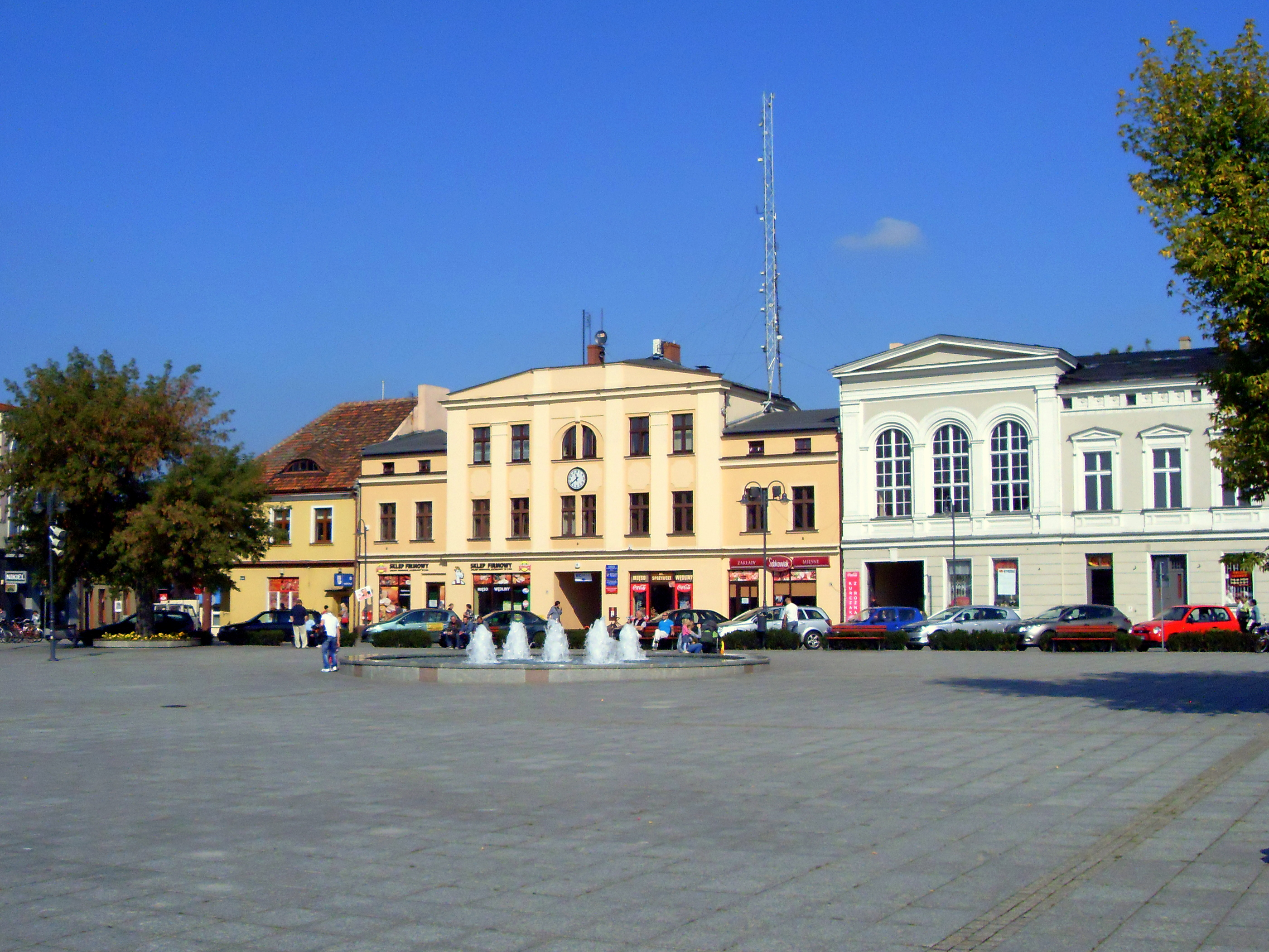
Centrum z widocznym rynkiem

- Berdychowo – południowa dzielnica Wągrowca, obejmująca m.in. ulice: Skrajna, 23 Stycznia, Berdychowska, Główna Osiedla, Grunwaldzka, Harcerska.
- Kaliska – osiedle domów jednorodzinnych w północnej części miasta (obejmuje m.in. ulice: Arkadego Fiedlera, Elizy Orzeszkowej, Józefa Ignacego Kraszewskiego, Stanisława Wyspiańskiego, Rgielską, Sosnową, Świerkową i część ul. Kcyńskiej od stacji paliw Orlen).
- Starówka – jej granice wyznaczają ul. Gnieźnieńska, Farna, Klasztorna, Opacka, Cysterska, Kolejowa, Bydgoska. Najstarsza część miasta, w znacznej części położona na wyspie otoczonej rzekami Nielbą i Wełną. Na jej terenie znajdują się m.in. Rynek oraz dworzec PKP oraz ważniejsze zabytki miasta m.in. kościół farny, klasztor cysterski czy opatówka.
- Śródmieście – ul. Kościuszki oraz znajdujące się na wschód od niej osiedla mieszkaniowe przy ul. Jeżyka, Lipowa, Reja, Mickiewicza, Słowackiego i Libelta oraz część ul. Kcyńskiej i Janowieckiej z blokami wraz z osiedlem domków jednorodzinnych pomiędzy starą ul. Piaskową a torami kolejowymi. dzieli się na dwie części. Znajdują się tu główne urzędy miasta m.in. urząd miejski, starostwo powiatowe, sąd, urząd skarbowy czy też szpital miejski.
- Durowo – północne osiedle Wągrowca położone nad wschodnim brzegiem jeziora Durowskiego, przy drodze wojewódzkiej nr 190. Dawniej ta część miasta była odrębną wsią. Do dzisiaj znajduje się tam siedziba nadleśnictwa Durowo.
- Straszewo – inna starsza nazwa Jaśniak (tej nazwy używają już wyłącznie starsi mieszkańcy miasta), wschodnie osiedle Wągrowca położone nad rzeką Nielbą. Pierwotnie dzielnica była wsią – własność cystersów z pobliskiego klasztoru w Łeknie. Obejmuje m.in. ulice: Łakińskiego, Palińskiego, Polną, Przybyszewskiego, Siostry Joanny, Straszewską oraz nową ul. Piaskową. Obecnie największe, co do liczby ludności, osiedle Wągrowca, na dodatek stale się rozbudowujące.
- Osada – zachodnia dzielnica, miasta Wągrowiec położona na lewym brzegu Jeziora Durowskiego (obejmuje m.in. ulice: Leśną, Bobrowicką, Dębińską, Bartodziejską, Letnią, Grzybową, Wodną). Aktualnie najszybciej rozwijająca się część miasta, pod kątem zabudowy dominują domy jednorodzinne.
- Modrzejewo – część Wągrowca położona na jego zachodnim krańcu w okolicy ronda Rogozińskiego, na południe od linii kolejowej nr 236 Wągrowiec - Rogoźno.
- Osiedle Wschód – aktualnie drugie pod względem liczby ludności osiedle Wągrowca. Jest wysunięte najbardziej na wschód. Powstało w okresie PRL-u (poza samym osiedlem bloków, obejmuje ulice: Bartscha, Bukowieckiego, Kopernika, Kowalskiego, Mikołajczyka, Rzeczna, Wróblewskiego, Tadeusza Nożyńskiego oraz część ul. 11 Listopada). W zasadzie nie licząc Straszewa sypialnia Wągrowca, gdyż praktycznie poza blokami mieszkalnymi i domkami jednorodzinnymi nie ma tam niczego istotnego, gdyż powstało na terenie dawnych pól i łąk. W założeniu miało to być osiedle w pełni samowystarczalne, gdzie miały powstać szkoły, szpital oraz zakłady pracy, jednak z uwagi na zmianę ustroju w kraju w 1989 r. poprzestano wyłącznie na budowie bloków mieszkalnych z wielkiej płyty.

## Przyroda

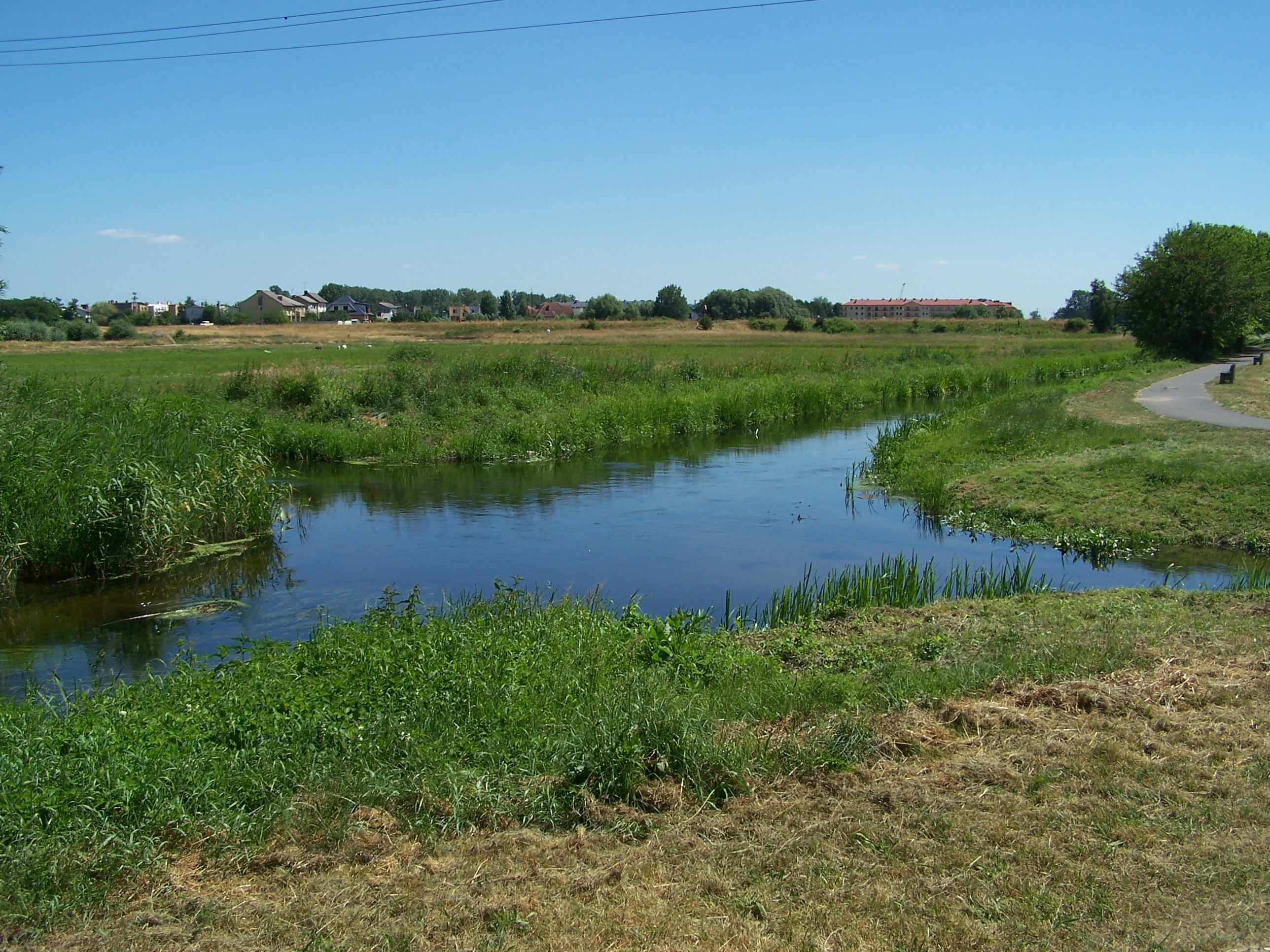
Skrzyżowanie rzek Wełny i Nielby

Wągrowiec położony jest na Pojezierzu Wielkopolskim. Krajobraz okolic miasta jest ciekawy i urozmaicony z bogactwem lasów mieszanych i rynnowych jezior polodowcowych.
W Wągrowcu znajduje się unikatowe zjawisko geograficzne – skrzyżowanie rzek (błędnie zwane bifurkacją). Tworzą je Wełna z Nielbą, krzyżując się pod kątem prostym. Jest to twór sztuczny – kanał wybudowany w wieku XIX w trakcie prac melioracyjnych systemów dolinnych obu rzek.
Wart zobaczenia jest Rezerwat Przyrody „Dębina” z cennymi okazami dębów szypułkowych, m.in. dębem „Korfantym” (pomnik przyrody).
Wągrowiec jest położony nad trzema jeziorami: Durowo, Łęgowo i Rgielskie.

## Urzędy i instytucje
- Urząd Miejski
- Starostwo Powiatowe
- Urząd Gminy Wągrowiec
- ZUS Inspektorat w Wągrowcu
- Powiatowy Urząd Pracy

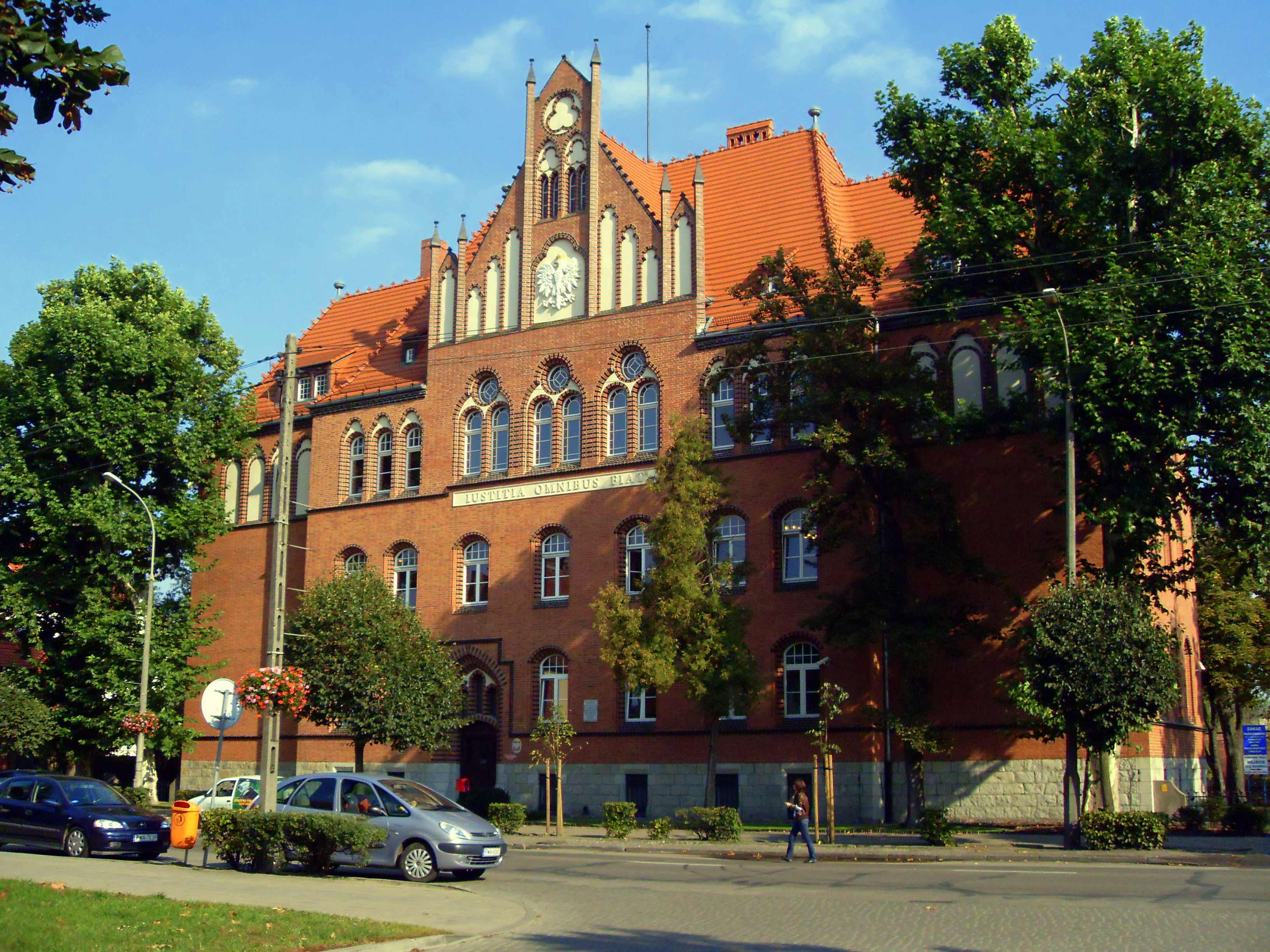
Sąd Rejonowy

- Powiatowa Stacja Sanitarno-Epidemiologiczna
- Prokuratura Rejonowa w Wągrowcu
- Sąd Rejonowy w Wągrowcu
- Komenda Powiatowa Policji
- Komenda Powiatowa Państwowej Straży Pożarnej
- Urząd Skarbowy
- Kasa Rolniczego Ubezpieczenia Społecznego
- Powiatowy Zarząd Dróg w Wągrowcu
- Muzeum Regionalne
- Powiatowy Inspektorat Weterynarii
- Powiatowy Inspektorat Nadzoru Budowlanego

## Bezpieczeństwo

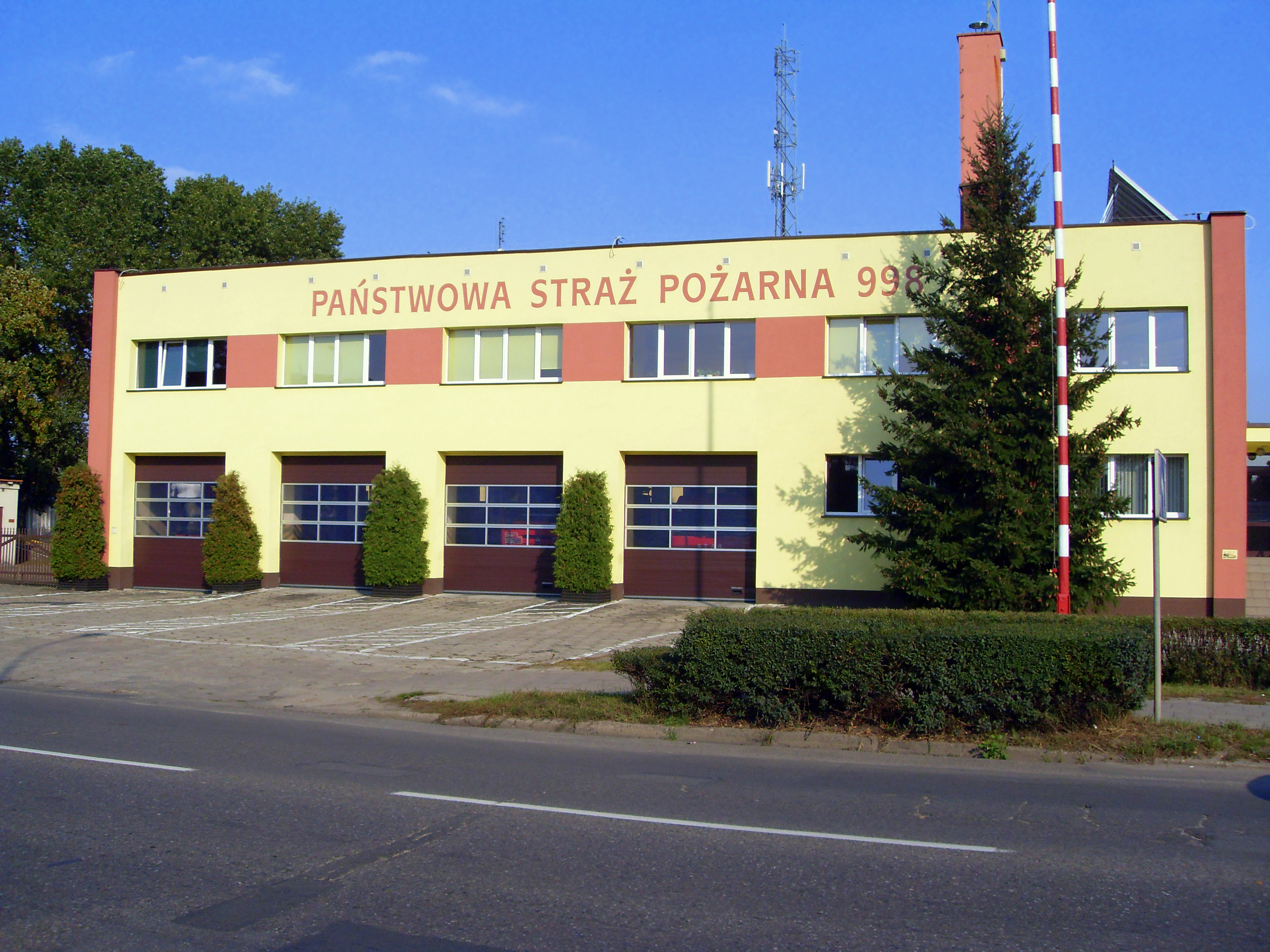
Wągrowiec – Państwowa Straż Pożarna

- Komenda Powiatowa Policji w Wągrowcu
- Biuro Bezpieczeństwa i Zarządzania Kryzysowego
- Centrum Monitoringu Miejskiego
- Zespół Opieki Zdrowotnej w Wągrowcu
- Komenda Powiatowa Państwowej Straży Pożarnej w Wągrowcu
- OSP Wągrowiec

## Kultura

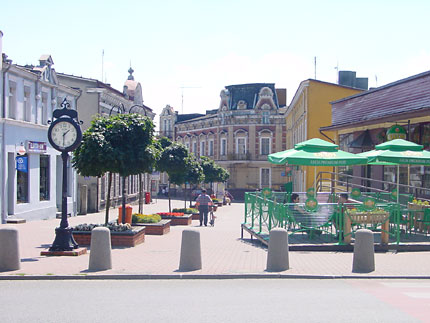
Deptak na ul. Pocztowej

Wągrowiec jest lokalnym centrum kulturalnym. Znajduje się tu wiele instytucji i organizacji pozarządowych zajmujących się właśnie tym zagadnieniem. Zaliczają się do nich:
- Państwowa Szkoła Muzyczna I Stopnia im. Bronisława Zielińskiego
- Studio Piosenki Metro[26]
- Amfiteatr Miejski
- Powiatowa Biblioteka Publiczna
- Biblioteka Parafialna (Klasztor)
- Miejska Biblioteka Publiczna
- Biblioteka Pedagogiczna Filia w Wągrowcu
- Muzeum Regionalne
- Miejski Dom Kultury
- Kino MDK
- Szlak Cysterski
- Wielkopolska Pętla Szlaku Cysterskiego
- Szlak Piastowski (odnoga północna)

28 września 1981 Poczta Polska wydała okolicznościową całostkę z okazji 600-lecia nadania praw miejskich (1381–1981).

### Radio
- Wasze Radio FM – stacja radiowa nadająca ze studia w Wągrowcu[28].

## Media
W Wągrowcu istnieje Radio oraz kilkanaście dzienników lokalnych.
- Radio 
  - Wasze radio FM

- Prasa 
  - Tygodnik Wągrowiecki
  - Gazeta Wągrowiecka

- Internet 
  - Portal WRC
  - Wągrowiec - wydarzenia z ostatniej chwili (WZOC)
  - Okno na Wągrowiec
  - Nasze Miasto Wągrowiec
  - Poznaj Wągrowiec
  - Wągrowiecka Prawica

## Turystyka

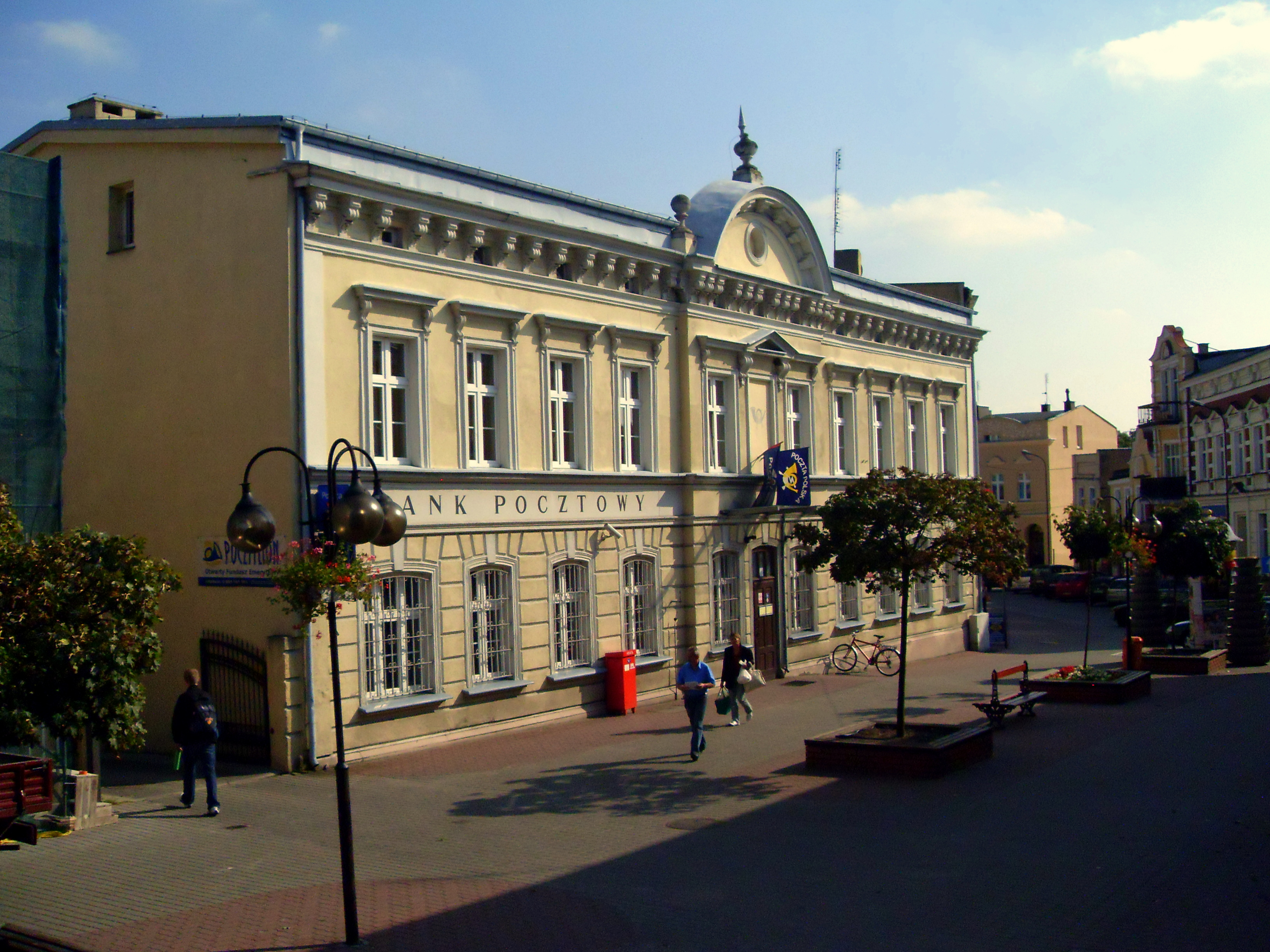
Wągrowiec – poczta

W centrum miasta podziwiać można unikalne w Europie skrzyżowanie rzek Wełny i Nielby.
W 2007 na łamach „Tygodnika Wągrowieckiego” zostało przeprowadzone głosowanie na tzw. 7 cudów powiatu wągrowieckiego. Wybrane zostały:
- Kościół św. Mikołaja w Tarnowie Pałuckim
- Kamień Św. Wojciecha w Budziejewku
- Piramida rotmistrza Łakińskiego w Łaziskach k. Wągrowca[29][30]
- Dąb „Korfanty” w Rezerwacie Dębina
- Skrzyżowanie rzek Nielby i Wełny
- Klasztor pocysterski w Wągrowcu
- Opatówka w Wągrowcu

Jednym z zabytków jest wągrowiecka fara (kościół katolicki pod wezwaniem św. Jakuba – patrona miasta) z freskami w kaplicy pw. Matki Boskiej Różańcowej.

### Bazy noclegowa i gastronomiczna
Wągrowiec posiada dobrą bazę hotelową przeznaczoną dla klientów o różnych możliwościach finansowych. Działające w mieście hotele i ośrodki oferują ponad 400 miejsc hotelowych w różnym standardzie. Są tu też hotele 3 i 4-gwiazdkowe. Ponadto znajduje się tu wiele kawiarni, restauracji, pizzerii, cukierni, barów i pubów.

## Wspólnoty wyznaniowe

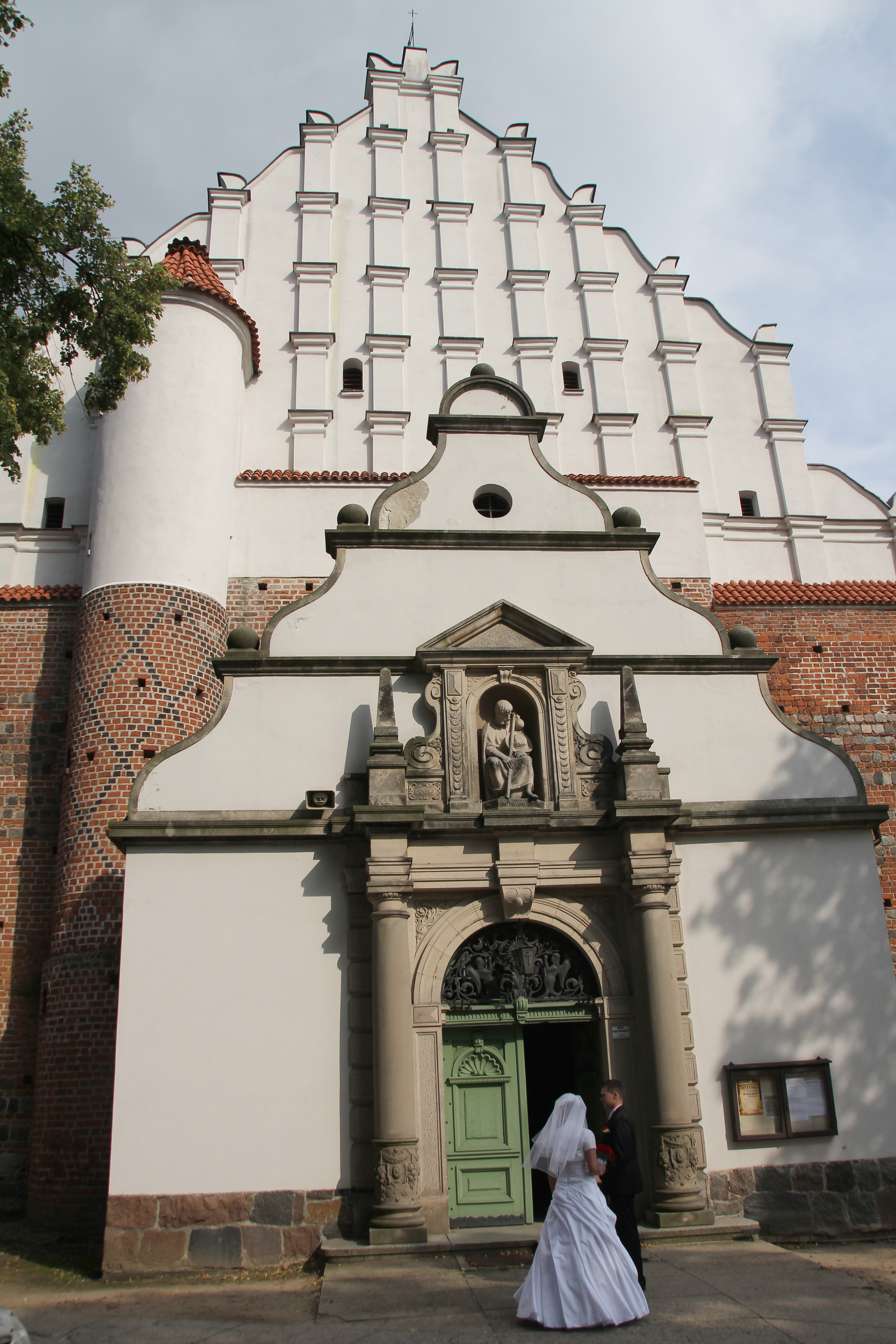
Kościół farny pw. św. Jakuba

Na terenie Wągrowca działalność religijną prowadzą następujące Kościoły i związki wyznaniowe:
- Kościół rzymskokatolicki:
  - kościół pw. św. Wojciecha
  - poewangelicki kościół pw. św. Piotra i Pawła
  - kościół pw. bł. Michała Kozala
  - kościół farny pw. św. Jakuba
  - pocysterski kościół Wniebowzięcia Najświętszej Marii Panny
- Kościół ewangelicko-augsburski
  - filiał parafii w Pile
- Świadkowie Jehowy:
  - zbór Wągrowiec (Sala Królestwa ul. Główna Osiedla 9)[33].
- Świecki Ruch Misyjny „Epifania”[34]

## Sport i rekreacja

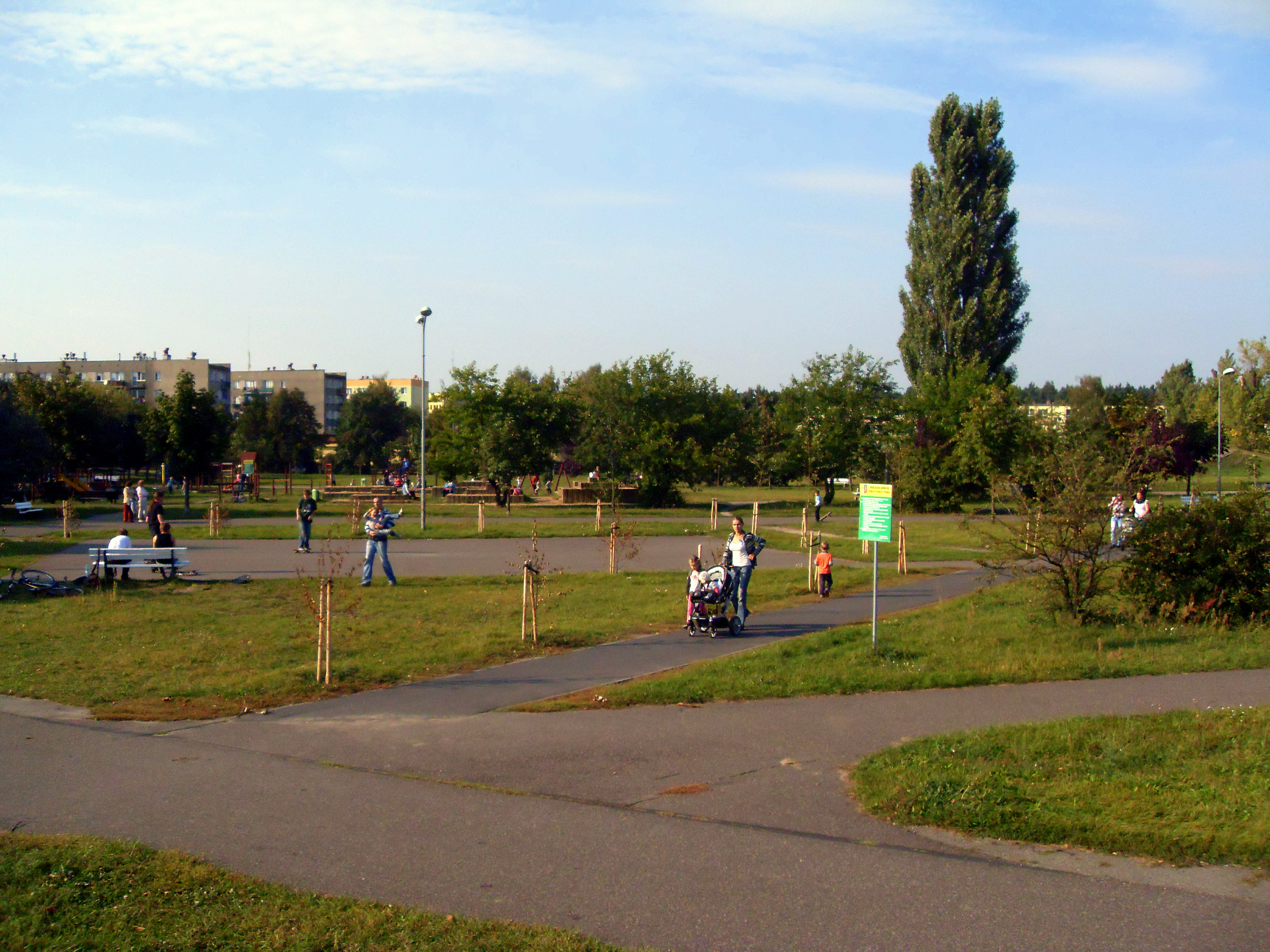
Park 600-lecia

W miejscowości działa klub sportowy Nielba Wągrowiec. Został on założony w 1925 roku. Aktualnie sekcja piłki nożnej gra w IV lidze gr. Wielkopolskiej, natomiast sekcja piłki ręcznej mężczyzn gra w Lidze Centralnej. W obrębie miasta znajdują się dwa stadiony: piłkarski i lekkoatletyczny oraz hala sportowa z zapleczem do odnowy biologicznej.
Wągrowiec posiada bogate walory rekreacyjne w postaci czystych jezior, stwarzających dobre warunki do uprawiania sportów wodnych (nad jeziorem Durowskim swoje przystanie mają kluby żeglarskie: LKSiT Neptun oraz Ogniwo) i wędkarstwa. Stale poszerza się baza hotelowa, funkcjonuje nowoczesny Aquapark oraz rozbudowywane są ścieżki rowerowe. W mieście działa ponadto klub sportowy „Tiger” zrzeszający młodych adeptów karate.
Od 2006 do 2008 roku Wągrowiec był również punktem na trasie wyścigu Tour de Pologne.

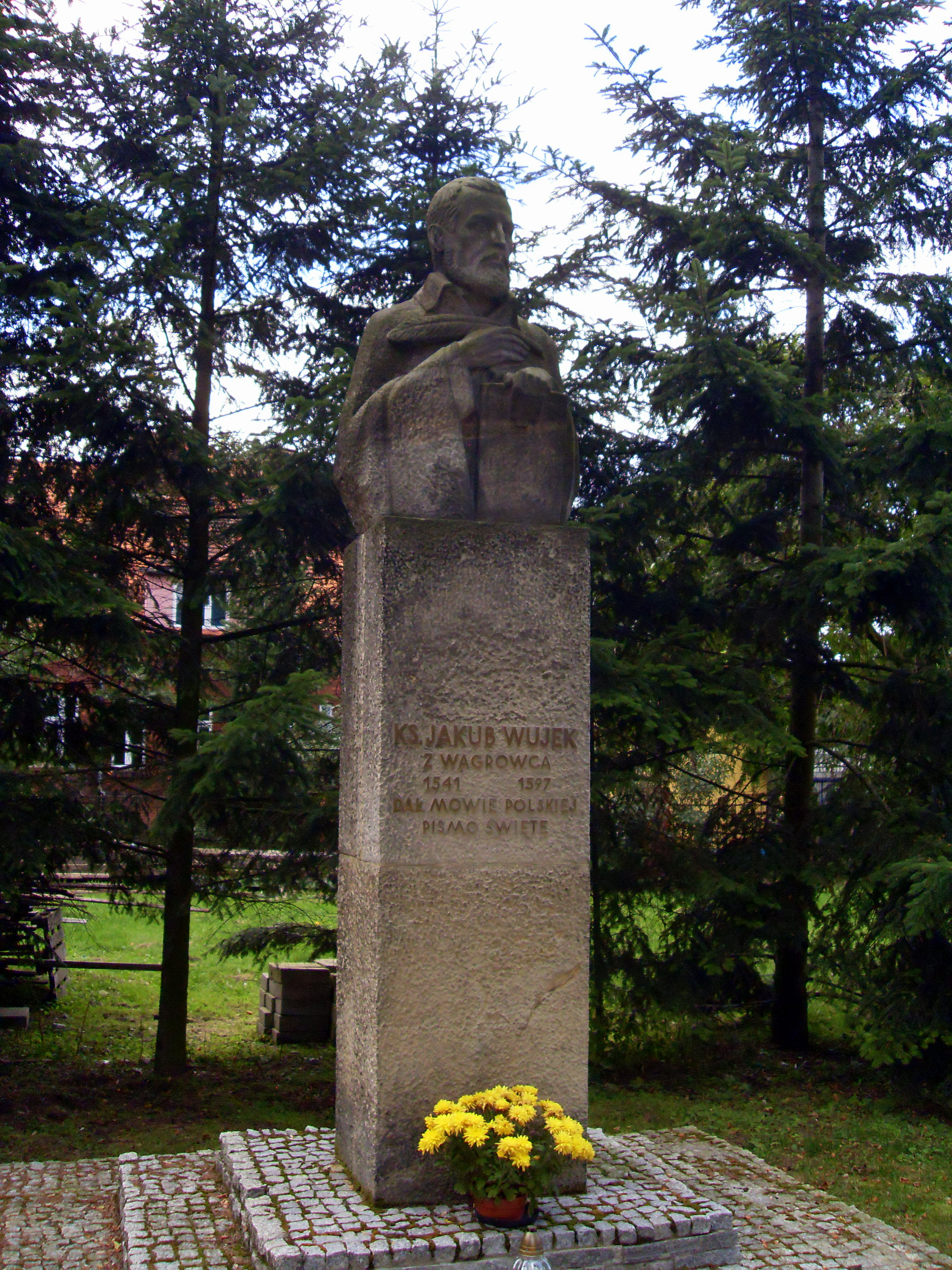
Wągrowiec – pomnik Jakuba Wujka

## Honorowi obywatele miasta
Lista honorowych obywateli Wągrowca wraz z rokiem nadania tytułu:
- 2019 – Piotr Przybyłowski
- 2016 – Lechosław Gawrecki
- 2014 – Bernard Mendlik
- 2012 – Boris Jegorowicz Rasskazow
- 2011 – Marlena Miler
- 2010 – Edward Koziński
- 2009 – Andrzej Sylwester Zieliński
- 2008 – Anna Wolff-Powęska
- 2007 – Artur Siódmiak
- 2006 – Bernhard Horstmann
- 2006 – Rosemarie Oehme
- 2005 – Rainer Stoephasius
- 2004 – Bodo Oehme
- 2004 – Marianne Krause
- 2003 – Joachim Pritzlaff
- 2002 – Stefan Mikołajczak
- 2001 – Marek Borowski
- 2001 – Heliodor Grabias
- 2000 – Franc Dressen
- 1999 – Zdzisław Bączkiewicz
- 1997 – Jens Jörgen Baernthsen
- 1996 – Helmut Harneit
- 1993 – Zenon Willa
- 1993 – Zbigniew Kuźma

## Współpraca międzynarodowa
Miasta i gminy partnerskie:
- Schönwalde-Glien
- Adendorf
- Gyula
- Krasnogorsk
- Le Plessis-Trévise
- Burladingen